# Samaila
Samaila (cyr. Самаила) – wieś w Serbii, w okręgu raskim, w mieście Kraljevo. W 2011 roku liczyła 1466 mieszkańców.